# Wolfgang Eckardt

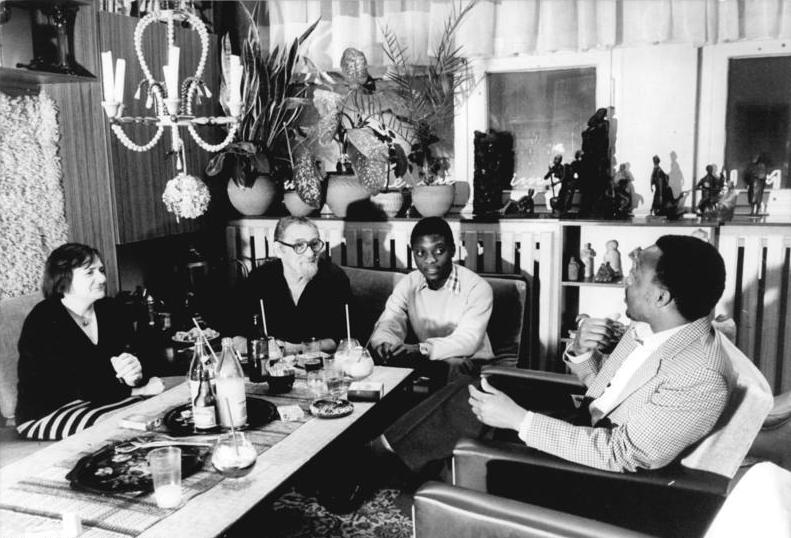
Wolfgang Eckhardt mit zwei Auszubildenden aus Mosambik (1984)

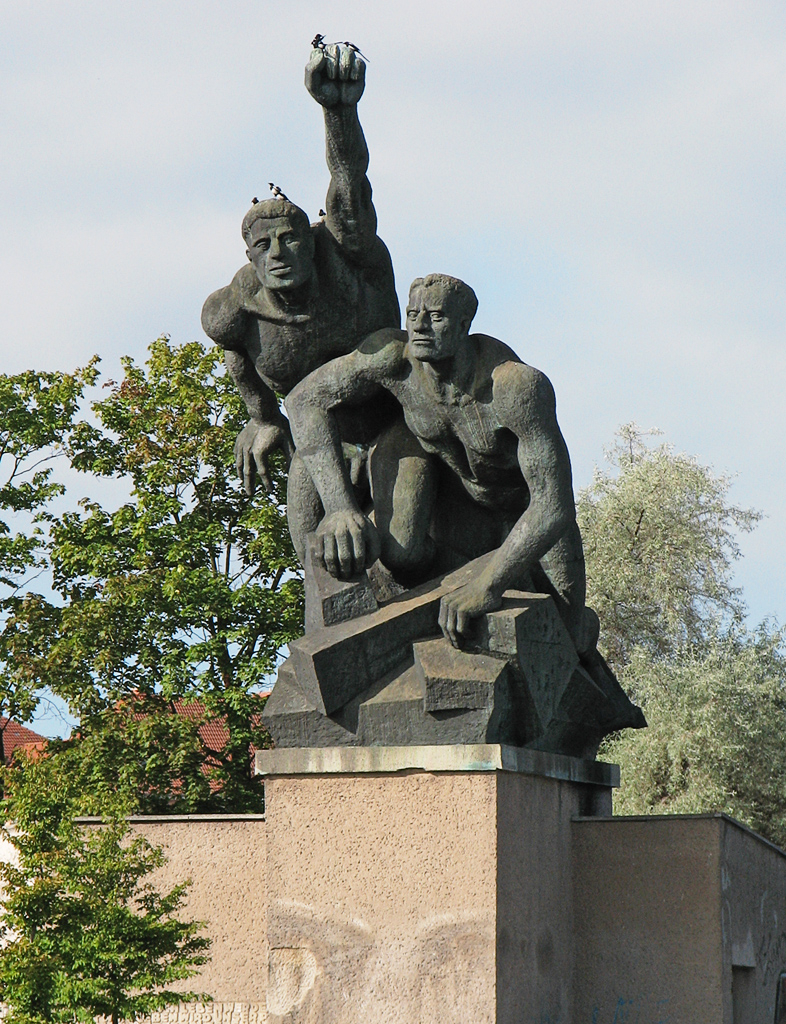
Gedenkstätte revolutionärer Matrosen

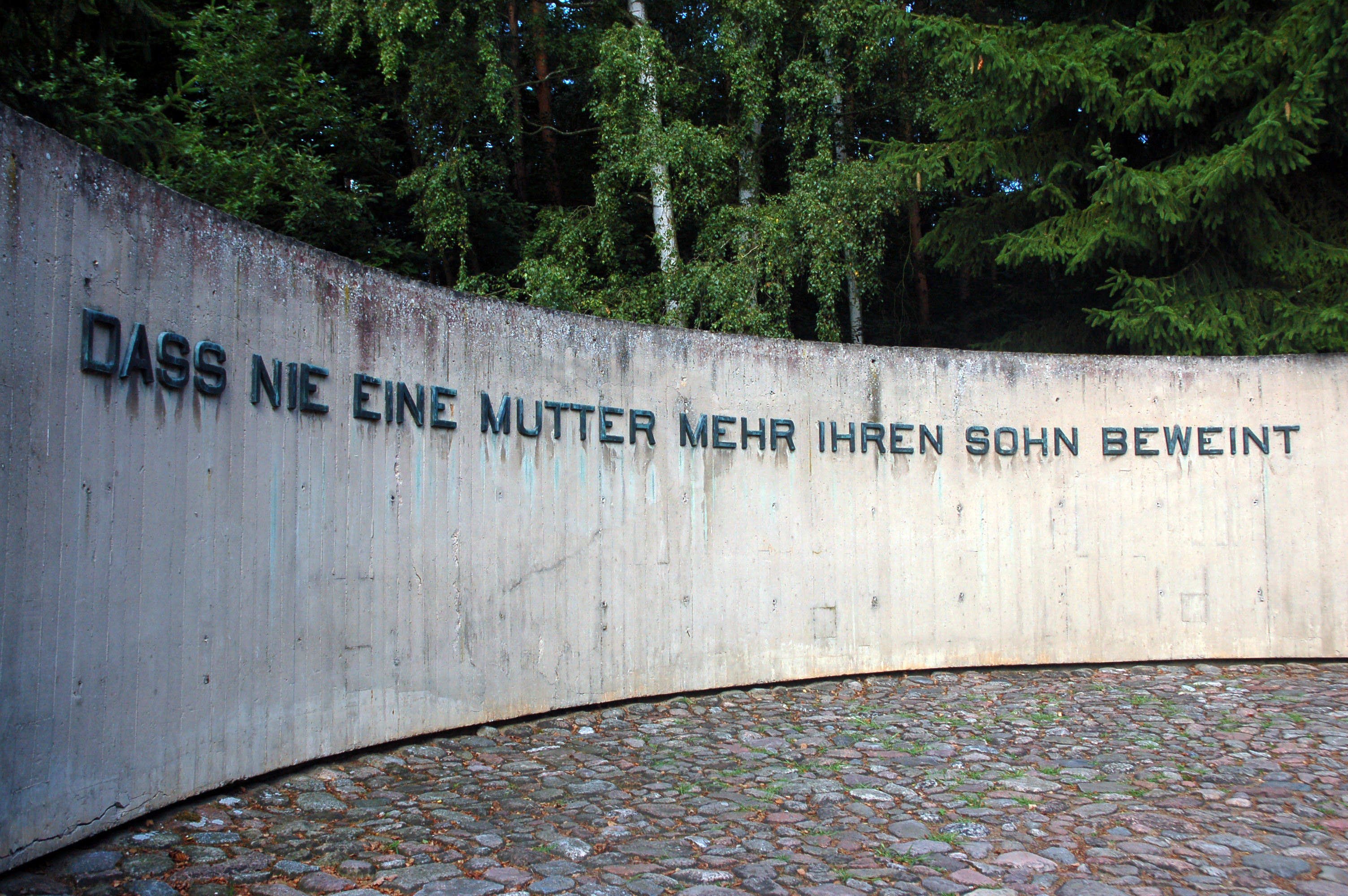
Innenseite des Ringbaus der Gedenkstätte Golm

Wolfgang Eckardt, auch Wolfgang Eckhardt (* 25. Dezember 1919 in Leipzig; † 2. März 1999 in Rostock) war ein deutscher Bildhauer. Er lebte in Rostock, wo auch sein wohl größtes Werk, die Gedenkstätte revolutionärer Matrosen, steht.

## Leben
Eckardt absolvierte eine Lehre als Elektriker. Er nahm am Zweiten Weltkrieg als Matrose auf einem U-Boot teil. Diese Erfahrung ließ ihn zu einem erklärten Kriegsgegner werden, was in vielen seiner späteren Werke Ausdruck fand.
Von 1948 bis 1950 studierte er an der Fachschule für angewandte Kunst in Empfertshausen und erwarb den Meistertitel für Holzbildhauerei.
Eckardt arbeitete und lehrte als Bildhauer und Dozent in Rostock und von 1954 bis 1957 an der Fachschule für angewandte Kunst Heiligendamm. Studienreisen führten ihn nach Polen, Ungarn, Aserbaidschan und Mosambik, wo er zusammen mit den dortigen Künstlern arbeitete und Ausstellungen durchführte. Viele seiner Arbeiten hatten die Fischer und Seeleute als Thema, weil er ab 1960 enge Beziehungen zum Rostocker Fischkombinat unterhielt. Eckardt war bis 1990 Mitglied des Verbands Bildender Künstler der DDR und hatte in der DDR und im Ausland eine bedeutende Zahl von Einzelausstellungen und Ausstellungsbeteiligungen, u. a. 1962/1963 an der Fünften Deutschen Kunstausstellung und 1972/1973 an der VII. Kunstausstellung der DDR in Dresden.
Er war zweimal verheiratet.

## Ehrungen (Auswahl)
- 1964 Verdienstmedaille der DDR
- 1966 und 1980 Kunstpreis der Stadt Rostock
- 1977 Vaterländischer Verdienstorden in Silber
- 1979 Johannes-R.-Becher-Medaille in Gold
- 1984 Kunstpreis des FDGB

## Werke (Auswahl)

### Denkmäler und weitere Werke im öffentlichen Raum
- 1958 Denkmal für die auf See gebliebenen Fischer im Fischereihafen Rostock-Marienehe
- 1966 Mahnmal für die Verfolgten des Naziregimes, Teterow[1]
- 1966 Figurengruppe Das Gespräch, vor dem ehemaligen Haus der Hochseefischer in Rostock
- 1975 Gedenkstätte Golm in Kamminke auf der Insel Usedom, ein zweigeteilter Rundbau aus Beton, mit Kiefernholz verschalt, für die am 12. März 1945 gestorbenen und hier in einem Massengrab begrabenen über 23.000 Flüchtlinge und Soldaten
- 1977 Figurengruppe der Gedenkstätte revolutionärer Matrosen in Rostock[2]
- 1978 Büste des sozialdemokratischen Antifaschisten Richard Aßmann, der 1933 von SA-Männern ermordet wurde in Graal-Müritz
- um 1980 Medaillon mit dem Porträt von August Lütgens, Gedenkstätte im Innenhof der ehemaligen Berufsschule der DSR im Rostocker Krischanweg, 2001 von Unbekannten zerstört.
- Plastik Frau und Kind, Rostocker Zoo
- Bronzeplastik Matrose, Südstadt (Rostock)

### Weitere Plastiken
- Mecklenburger Gastwirt (1958/1959, Porträtbüste, Bronze)[3]
- Schweinezüchterin (um 1962, Bronze)[4]
- Bäuerin mit Bündel auf dem Kopf (1969, Bronze)[5]